# Engelse Boerenopstand

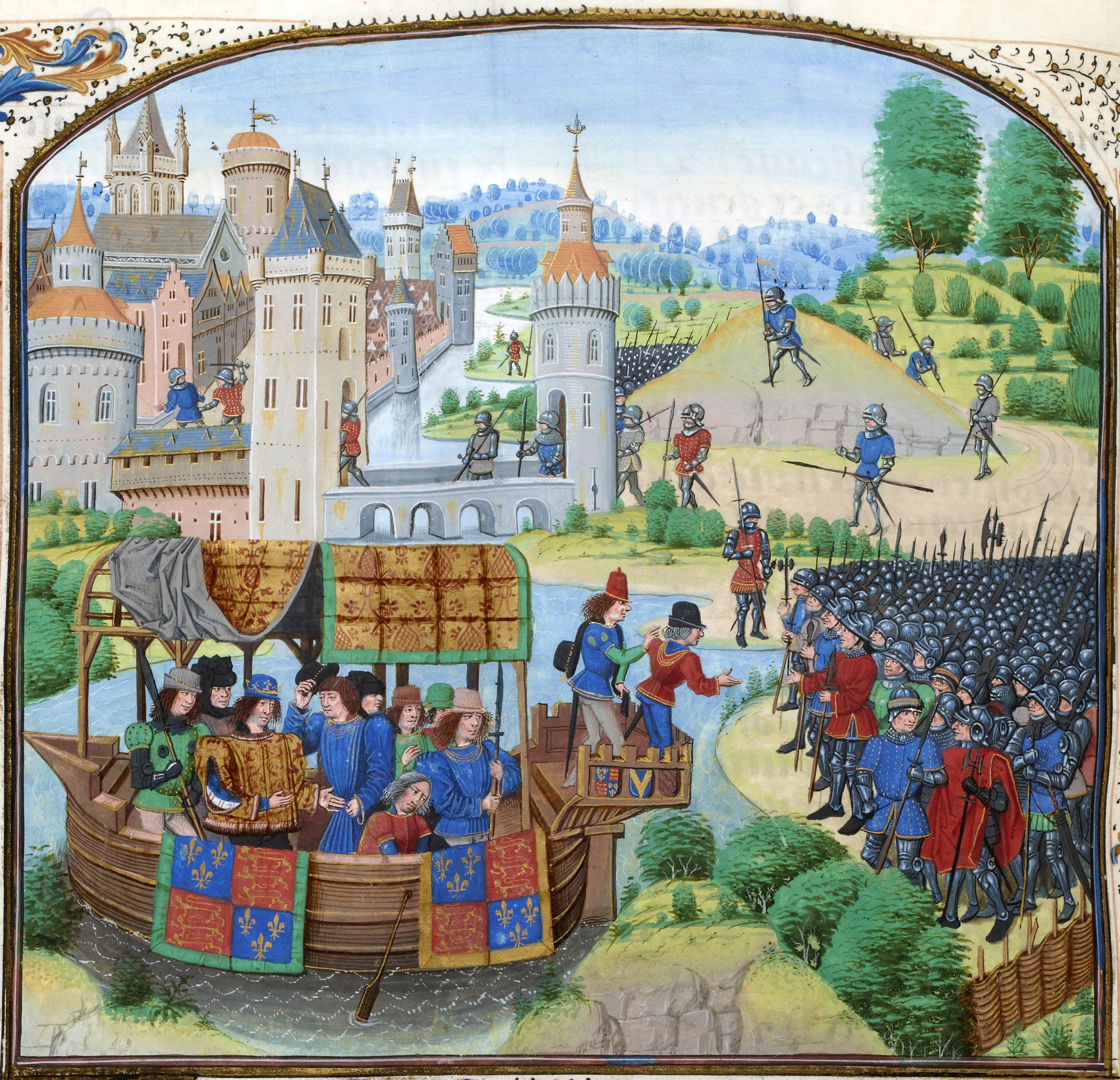
Richard De Tweede op een boot op de Thames. De opstandelingen krijgen vanaf de boot het bevel om terug naar huis te gaan. Hierna trekken de opstandelingen naar Londen.

De Engelse Boerenopstand van 1381 vond plaats in het laat-middeleeuwse Engeland waarbij in slechts 17 dagen tienduizenden mensen optrokken naar de hoofdstad Londen en het gezag op de knieën kreeg om een aantal harde eisen af te dwingen, o.a. afschaffing van de horigheid. Koning Richard De Tweede ging in eerste instantie akkoord maar sloeg de opstand vervolgens hardhandig neer. De opstand had wel een grote uitwerking op de verdere geschiedenis van Engeland en luidde het begin van het einde van de horigheid in. Enkele leiders van de opstand waren John Ball, Wat Tyler en Jack Straw.
Na de opstand heeft men er alles aan gedaan om de opstandelingen als een groep losgeslagen boeven, plunderaars en vechtjassen af te schilderen. In werkelijkheid was deze goed georganiseerd, traden ze zelf hard op tegen diefstal en genoten ze waarschijnlijk grote steun onder de bevolking. Wel maakten ze naast jacht op edelen in Londen ook jacht op Vlamingen. Ook het beeld dat het alleen maar arme landloze boeren waren klopt niet. Ook rijke boeren, ambachtslieden en geschoolde mensen, die allemaal net zo goed onder de horigheid vielen, deden eraan mee.

## Achtergrond

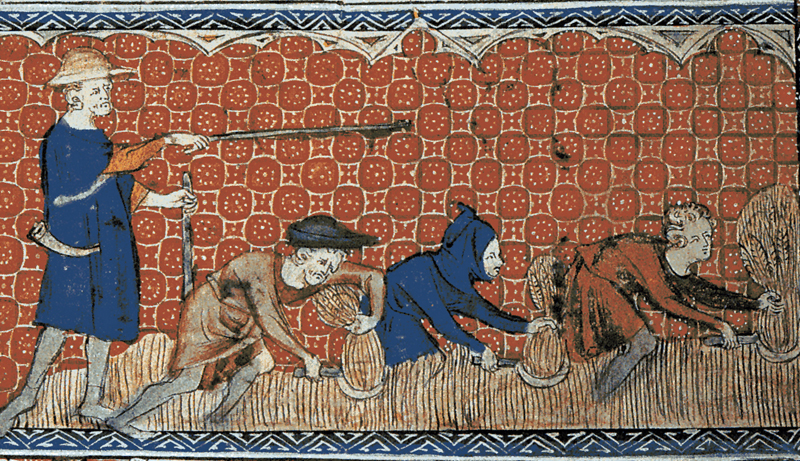
Horigheid in de 14e eeuw. Lijfeigenen werken onder een opzichter. De opzichter was net zo goed een horige.

De boerenopstand vond plaats aan het eind van de 14e eeuw. Dit was de eeuw die gekenmerkt werd door de Zwarte Dood die rond 1349 Engeland bereikt had, de Honderdjarige Oorlog die al sinds 1337 met Engelse soldaten in het Koninkrijk Frankrijk werd uitgevochten en die de Engelse staat veel geld had gekost. Verder werd het land geteisterd door hongersnoden. Doordat een groot deel van de bevolking aan de pest was overleden (sommige dorpen waren zelfs helemaal ontvolkt) was er extra land beschikbaar om op te verbouwen. Ook stegen de lonen. De bevolking kon van deze ontwikkelingen echter nauwelijks profiteren omdat de meeste mensen onder het lijfeigenschap vielen en dwangarbeid moesten verrichten. Er waren overigens genoeg lijfeigenen die deze regels aan hun laars lapten en naar een ander gebied trokken. In 1363 werd er strengere wetgeving opgelegd die een maximum loon oplegden en die zelfs kledingcodes dicteerden aan de bevolking om te voorkomen dat ze dezelfde kleding als de adel gingen dragen.
In 1377 was Richard De Tweede als tienjarige op de Engelse troon gekomen. Hij liet zich met name adviseren door zijn oom Jan van Gent die feitelijk de touwtjes in handen had. Andere spelers waren Simon Sudbury die als Aartsbisschop van Canterbury en Lord Chancellor verantwoordelijk was voor het innen van belastinggeld (dit liep veelal via abdijen) en Robert Hales de groot-schatbewaarder en hoofd van de Orde van Malta die beiden gehaat werden omdat zij door de bevolking verantwoordelijk werden gehouden voor de armoede. Onder de bevolking leefde het idee dat de koning niet schuldig was maar slechts omringd werd door de verkeerde mensen. Ook zijn jonge leeftijd zou hier een rol in hebben gespeeld, want toen de rellen uitbraken was hij pas veertien jaar oud.
In 1377, 1379 en 1381 werd door Jan van Gent de Poll tax geheven, wat inhield dat iedere inwoner eenzelfde bedrag aan belasting diende te betalen, of ze nu arm of rijk waren. Dit maakte het voor de arme bevolking nog zwaarder en men verdacht mensen als Jan van Gent, Robert Hales en Simon Sudbury ervan dat ze het geld voor zichzelf afroomden. Wat waarschijnlijk de laatste druppel was, was de strenge manier waarop de belasting werd geïnd. In de eerste jaren werd nog wel eens een oogje dichtgeknepen wanneer iemand echt niet kon betalen maar in 1381 werd er bij iedereen geïnd. Ook werden er regelmatig vrouwen door de controleurs betast.
Het duurde lang voordat er een opstand kwam. Veel mensen geloofden ook echt in het hiërarchische systeem van adel en landbezit. En ook al hadden veel mensen weinig te verliezen, een opstand zou in deze samenleving betekenen dat je alles verloor.

## Begin van de opstand
Op 30 mei 1381 ging het mis. Omdat de mensen in Brentwood en omgeving verdacht werden van het achterhouden van belasting kwam John Brampton controleren en innen. In het gehucht Fobbing gaf de lokale landeigenaar Thomas Baker met een aantal mensen te kennen dat iedereen betaald had en er niks meer geïnd mocht worden. Overrompeld trok Brampton zich terug om de volgende dag met twee lijfwachten en een aantal vrijwilligers uit Brentwood terug te keren en Baker en andere dorpelingen te arresteren. Dit bleek een grote inschattingsfout want de twee lijfwachten en drie vrijwilligers uit Brentwood werden gedood en Brampton kon ternauwernood ontsnappen.

## Verspreiding

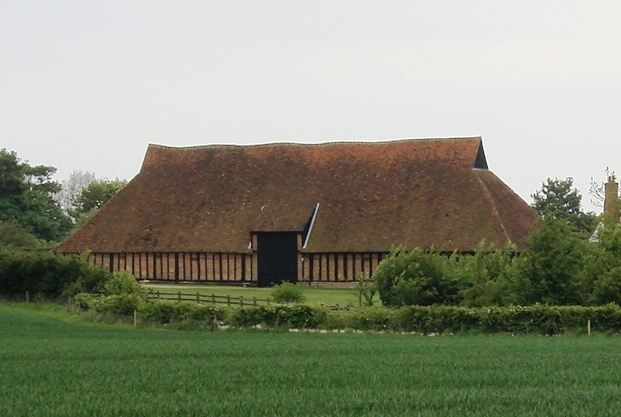
De abdij van Cressing Temple, bezit van de Tempeliers, werd ook aangevallen. De abdij werd platgebrand maar de voorraadschuren werden intact gelaten en staan er nog steeds.

Nadat het gerucht van een opstand zich verspreidde kwamen er snel meer opstanden in zuidoost-Engeland. Niet alleen in Essex maar ook in Kent. Waarschijnlijk gingen er erg snel medestanders op pad om mensen in verschillende delen van het land te mobiliseren. Op 2 juni werd Lesnes Abbey aangevallen. Dit was een van de plekken waar de poll tax werd geïnd. De monniken gaven zich over en de administratie van de belastingen werd vernietigd. Tegelijkertijd werd in Bocking een gezamenlijk standpunt opgesteld; dat de koning zich diende te ontdoen van alle corrupte mensen om hem heen. Bij Rochester Castle vond ook een opstand plaats. Hier zat een ontsnapte horige vast (Robert Belling) en de opstandelingen belegerden het kasteel. Vrij snel werd de poort geopend, mogelijk door sympathisanten, en Belling werd vrijgelaten.
In Maidstone werd John Ball bevrijd uit de gevangenis. Deze zelfverklaarde priester had al meerdere malen gevangen gezeten omdat hij de kerk bekritiseerde. Hij vond o.a. dat de kerk zich meer met liefdadigheid moest bezighouden i.p.v. belasting innen. Rondom de plaats Maidstone werden veel soldaten getraind om in Frankrijk te vechten (vanwege de Honderdjarige Oorlog) en veel soldaten sloten zich aan bij de opstand. In deze plaats werd Wat Tyler gekozen tot de landelijke leider.
Op de ochtend van 10 juni bereikte de opstand Canterbury, de zetel van de aartsbisschop. De opstandelingen stormden de kathedraal binnen tijdens de mis en riepen de eis dat Sudbury vervangen zou worden door John Ball. Sudbury zelf was op dat moment in Londen. Hierna trok men door naar de hoofdstad. Onderweg werden verschillende mensen die bij de belastingen betrokken waren vermoord en de administratie vernietigd.

## Inname van Londen
Op 12 juni kwamen verschillende groepen, zowel vanuit het zuiden als het noord, aan bij Londen. Een grote groep sloeg haar kamp op in Blackheath. Op de ochtend van 13 juni hield John Ball hier een preek waarin hij stelde dat God alle mensen als gelijken had geschapen en dat het instituut van de adel daarmee tegen Gods wil was. Koning Richard De Tweede had zich intussen verschanst in de Tower of London omdat het daarbuiten voor hem niet meer veilig was.
De koning vertrok met een aantal boten naar Rotherhithe waar hij vanaf de boot, dus op veilige afstand, met de opstandelingen wilde spreken. Vanaf de boot riep hij (of een adviseur) dat de opstandelingen naar huis dienden te gaan. De opstandelingen vroegen de koning om aan land te komen maar dat weigerde hij. Wel wisten ze hem een lijst met namen te overhandigen van mensen die ze zelf wilden berechten.
De groep trok nu over London Bridge de stad in. De poort werd voor hen geopend omdat ook binnen de stad veel steun was voor de opstandelingen aangezien ook hun rechten onder druk stonden. Tijdens de tocht door Londen werden de nodige geestelijken en notabelen vermoord. Het Savoy Palace van Jan van Gent werd leeggehaald en in brand gestoken. Jan van Gent was zelf in het noorden van het land, anders had hij het ook niet overleefd.
In de chaos werden ook steeds meer persoonlijke afrekeningen gedaan onder stedelingen en ontstond een jacht op Lombarden en Vlamingen die gehaat werden om hun zakelijke succes. Mensen werden op straat aangehouden met de vraag of ze Bread and cheese konden zeggen, en konden ze dat niet accentloos dan waren ze dus buitenlander en werden ze gedood. 's Avonds overlegde men in de Tower over een strategie. Sommige adviseurs wilden een aanval uitvoeren, maar de koning koos voor afwachten.
Ook de rijke koopman Sir Richard Lyons, die door het Goede Parlement van hoogverraad beschuldigd was, maar door Jan van Gent weer in ere was hersteld, werd opgespoord en doodgeslagen.

## Ontmoeting met de koning

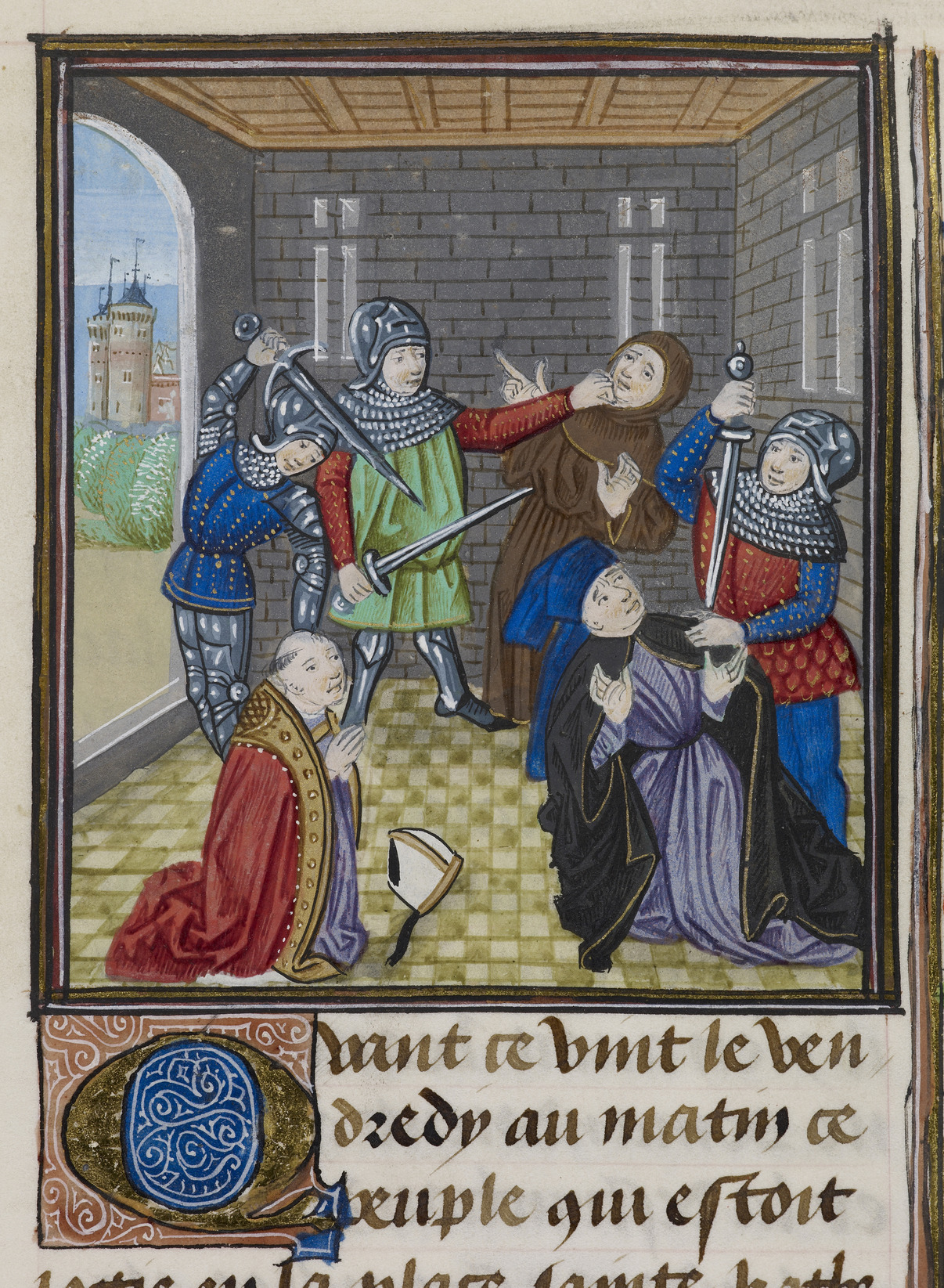
De onthoofding van Simon Sudbury in de kapel van de Tower.

Op 14 juni kwam koning Richard De Tweede te paard naar Mile End voor een ontmoeting met 30.000 opstandelingen. Hier maakte Wat Tyler hun eisen bekend:
- Mensen mochten voortaan zelf kiezen voor welke heer ze wilden werken, wat feitelijk het einde van de horigheid betekende.
- Mensen mochten zelf bepalen op welke markt ze hun eigen koopwaar en landbouwproducten mochten verkopen.
- Er moest een landelijk maximum tarief komen voor het pachten van land.
- Geen van de opstandelingen mocht gestraft worden.

De koning ging akkoord en zou deze beslissing op papier laten zetten. Er werden ook daadwerkelijk monniken aangewezen om hiervoor een royal charter op te stellen, waarmee aan de eisen van de opstandelingen was voldaan. Wat Tyler had nog een eis, namelijk de onthoofding van Robert Hales en Simon Sudbury. Het is niet duidelijk of de koning hier ook mee akkoord ging maar hierna werd de Tower bestormd. Ook hier ging de poort open en beiden werden onthoofd. Sudbury werd in de kapel onthoofd en er waren acht slagen nodig om zijn hoofd los te krijgen. Hierna werden de hoofden van Hales en Sudbury door de straten gedragen. Uit de Tower werden ook de nodige wapens gestolen, waaronder bogen. Hierna vertrok het grootste deel van de opstandelingen terug naar huis.
Nu het grootste deel van de opstandelingen was vertrokken bleef de harde kern over. Wat Tyler en zijn volgelingen beseften dat er meer te halen viel en kwamen met zwaardere eisen. De koning besefte nu dat een confrontatie niet meer te voorkomen was.

## Confrontatie

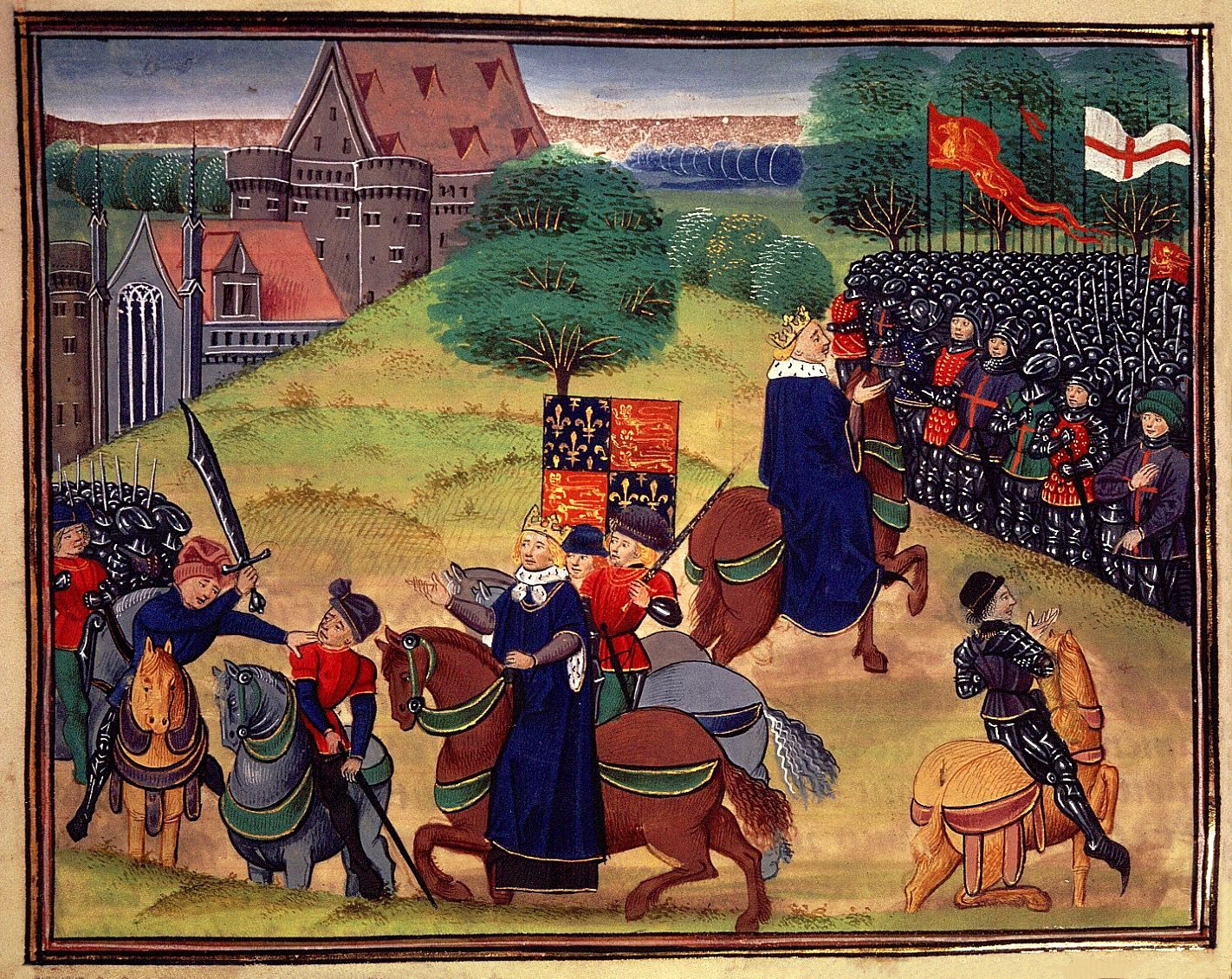
Het eind van de opstand: links wordt Tyler door Walworth vermoord terwijl Richard II toekijkt, rechts spreekt Richard de menigte toe

Op 15 juli ging de koning 's ochtends naar Westminster Abbey om te bidden. Later die dag volgde een nieuwe ontmoeting op het veld bij Smithfield. Hier trof hij zo'n 300 tot 400 bewapende opstandelingen. De koning en zijn mensen waren in de minderheid en werden voortdurend met pijl en boog onder schot gehouden. De koning en Tyler troffen elkaar en schudden handen. Terwijl Tyler met zijn dolk speelde noemde hij zijn eisen:
- Vrijheid voor iedereen
- Afschaffing van de adel met uitzondering van de koning.
- Aftreding van het hoger kerkbestuur.
- John Ball wordt aartsbisschop.
- Invoering van lokale politie en rechtbanken die aangestuurd worden door de lokale bevolking.
- Het bezit van de bisschoppen en adel dient verdeeld te worden over de bevolking.

De koning ging wederom akkoord maar wel met de eis dat iedereen de koning moest blijven gehoorzamen. Hierna nam de spanning waarschijnlijk toe. Er volgden beledigingen tussen Tyler en mensen van de koning en in de schermutseling die volgde werd Tyler dodelijk geraakt door de korte degen van de Londense burgemeester William Walworth. De opstandelingen dreigden de koning en zijn volgelingen te doden met hun pijlen, maar de koning reed naar voren en zei hen dat ze geen andere koning dan hem zouden dienen en droeg hen op hem naar Clerkenwell te volgen. Het is niet duidelijk of de dood van Tyler en de tocht naar Clerkenwell een strategie van de koning is geweest of dat het spontaan zo gelopen is. Het momentum van de opstand was wel gebroken en er was verwarring over wat de koning bedoelde. De opstandelingen ontspanden en volgden hem. Op een veld in Clerkenwell werden de opstandelingen omsingeld door de haastig opgeroepen strijdmacht van Knollys. Tyler, die mogelijk al dood was, werd door monniken naar de kerk van St Bartholomew-the-Great gebracht, maar daar vervolgens onthoofd door aanhangers van de koning. Zijn hoofd werd op een staak meegenomen naar Clerkenwell en toen de opstandelingen dit zagen, gaven ze zich over.

## Na de opstand
Na de opstand werden de opgestelde eisen ongeldig verklaard en volgde er vergelding door Richard de Tweede. Alle opstandelingen dienden gestraft te worden, in een groot aantal gevallen met de doodstraf of amputaties. Vijfhonderd man verschool zich in de bossen, ze werden opgespoord en gedood. In de loop van 1381 werd de rest opgespoord. Een aantal aanvoerders kregen de straf hangen, trekken en vierendelen, waaronder John Ball en Thomas Baker (van de opstand in Fobbing). Er vonden veel executies plaats zonder proces. Veel rijkere opstandelingen kregen gratie. Tegen een afvaardiging uit Essex, die de koning kwam herinneren aan zijn belofte om een eind te zullen maken aan de horigheid, zei Richard : 'Horig zijn jullie en horig zullen jullie blijven'
Na de opstand was het duidelijk dat er vaker opstanden zouden kunnen komen; die kwamen er ook, en daardoor was de adel inschikkelijker naar de bevolking toe. Daarom wordt de boerenopstand van 1381 wel gezien als het begin van het einde van de horigheid.

## Deelnemers
Er zijn een aantal deelnemers waarvan de namen en achtergronden bekend zijn:
- Wat Tyler, was een dakdekker en werd in Maidstone tot leider gekozen. Hij werd vermoord op de laatste dag van de opstand.
- John Ball, noemde zich priester maar was dit officieel niet. Hij predikte voor die tijd zeer radicale ideeën en zat daarvoor meerdere malen in de gevangenis. Hij had volgens de opstandelingen de nieuwe aartsbisschop moeten worden maar werd ter dood veroordeeld.
- Thomas Baker, een landeigenaar die de allereerste opstand in Fobbing leidde, werd ter dood veroordeeld.
- Thomas Wooton, was een soldaat die reeds vooruit betaald was om in Frankrijk te gaan vechten, maar hij besloot zich toch bij de rebellen aan te sluiten. Hij werd veroordeeld tot een gerechtelijk tweegevecht waarin hij gedood werd.
- Sir Thomas Raven, de baljuw van Rochester Castle.
- John Sumner en Robert Pearce, beiden welgestelde landeigenaren.
- Richard Scott, een oplichter. Hij werd pas jaren later veroordeeld tot de schandpaal.
- John en Joan Ferrour, zij werden bekend doordat ze duizend pond uit het Savoy Palace stalen.

## Varia
- Het veld bij Smithfield waar Wat Tyler aangevallen werd is dezelfde locatie waar William Wallace in 1305 werd gedood.
- Na de opstand werd de schedel van Simon Sudbury overgebracht naar de St Gregory Church in Sudbury waar deze nog steeds bewaard wordt.[1]
- In zijn lange gedicht Vox Clamantis beschreef John Gower in het Latijn de opstand, die plaatsvond terwijl hij aan dit werk bezig was. Hij uitte zijn bewondering voor de manier waarop koning Richard II de opstand onderdrukte.
- De opstand wordt genoemd in The Nun's Priest's Tale van de The Canterbury Tales die eind 14e eeuw door Geoffrey Chaucer werden geschreven.
- Toen Margaret Thatcher in 1990 de Community Charge invoerde werd dit door tegenstanders de nieuwe Poll Tax genoemd met rellen tot gevolg.